# Temporada 2019-20 del Campeonato Asiático de F3
La temporada 2019-20 del Campeonato Asiático de F3 fue la tercera edición de dicho campeonato. Comenzó en diciembre de 2019 en Sepang, Malasia, y finalizó en febrero de 2020 en Chang, Tailandia. El neerlandés Joey Alders ganó el campeonato de pilotos y BlackArts Racing Team el de equipos.

## Equipos y pilotos
Equipos y pilotos que participan a lo largo de la temporada.
| Equipo                | N.º | Pilotos             | Estado | Rondas |
| --------------------- | --- | ------------------- | ------ | ------ |
| Hitech Grand Prix     | 2   | Jake Hughes         |        | 1-2    |
| Hitech Grand Prix     | 3   | Nikita Mazepin      |        | Todas  |
| Hitech Grand Prix     | 10  | Alessio Deledda     |        | Todas  |
| Hitech Grand Prix     | 11  | Ukyo Sasahara       | I      | Todas  |
| Zen Motorsport        | 4   | James Yu            |        | Todas  |
| Zen Motorsport        | 25  | Alister Yoong       |        | 5      |
| Zen Motorsport        | 44  | Paul Wong           | M      | 1-3, 5 |
| Zen Motorsport        | 44  | Gilbert Ang         |        | 4      |
| Absolute Racing       | 5   | Daniel Cao          |        | 1      |
| Absolute Racing       | 5   | Alister Yoong       |        | 4      |
| Absolute Racing       | 15  | Jamie Chadwick      |        | Todas  |
| Absolute Racing       | 16  | Tommy Smith         |        | Todas  |
| Absolute Racing       | 17  | Devlin DeFrancesco  |        | 1-3    |
| Absolute Racing       | 17  | Najiy Razak         |        | 4      |
| Absolute Racing       | 17  | Leonard Hoogenboom  |        | 5      |
| Pinnacle Motorsport   | 7   | Jack Doohan         |        | Todas  |
| Pinnacle Motorsport   | 21  | Pietro Fittipaldi   |        | Todas  |
| Pinnacle Motorsport   | 77  | Sebastián Fernández |        | 2-3    |
| Pinnacle Motorsport   | 77  | Dominic Ang         |        | 4      |
| BlackArts Racing Team | 9   | Thomas Luedi        | M      | Todas  |
| BlackArts Racing Team | 23  | Joey Alders         |        | Todas  |
| BlackArts Racing Team | 33  | Yu Kanamaru         |        | Todas  |
| BlackArts Racing Team | 57  | Mikhael Belov       |        | 5      |
| BlackArts Racing Team | 95  | Miki Koyama         |        | 4      |
| MP Motorsport         | 18  | Amaury Cordeel      | I      | 2      |
| Seven GP              | 25  | Tatiana Calderón    |        | 1-3    |
| Abu Dhabi Racing UAE  | 88  | Khaled Al Qubaisi   | M      | 3      |
| Fuentes:              |     |                     |        |        |

| Icono | Estado       |
| ----- | ------------ |
| M     | Clase Máster |
| I     | Invitado     |

## Calendario
Es la primera temporada de la serie que se lleva a cabo con calendario bianual. Suzuka y Shanghái fueron remplazados por Dubái y Yas Marina.
| Ronda    | Ronda | Circuito                         | Fecha                    |
| -------- | ----- | -------------------------------- | ------------------------ |
| 1        | C1    | Circuito Internacional de Sepang | 13 de diciembre de 2019  |
| 1        | C2    | Circuito Internacional de Sepang | 15 de diciembre de 2019  |
| 1        | C3    | Circuito Internacional de Sepang | 15 de diciembre de 2019  |
| 2        | C1    | Autódromo de Dubái               | 9 de enero de 2020       |
| 2        | C2    | Autódromo de Dubái               | 10 de enero de 2020      |
| 2        | C3    | Autódromo de Dubái               | 10 de enero de 2020      |
| 3        | C1    | Circuito Yas Marina              | 17 de enero de 2020      |
| 3        | C2    | Circuito Yas Marina              | 18 de enero de 2020      |
| 3        | C3    | Circuito Yas Marina              | 18 de enero de 2020      |
| 4        | C1    | Circuito Internacional de Sepang | 14-15 de febrero de 2020 |
| 4        | C2    | Circuito Internacional de Sepang | 14-15 de febrero de 2020 |
| 4        | C3    | Circuito Internacional de Sepang | 14-15 de febrero de 2020 |
| 5        | C1    | Circuito Internacional de Chang  | 22-23 de febrero de 2020 |
| 5        | C2    | Circuito Internacional de Chang  | 22-23 de febrero de 2020 |
| 5        | C3    | Circuito Internacional de Chang  | 22-23 de febrero de 2020 |
| Fuentes: |       |                                  |                          |

## Campeonato

### Sistema de puntuación
| Posición | 1.º | 2.º | 3.º | 4.º | 5.º | 6.º | 7.º | 8.º | 9.º | 10.º |
| Puntos   | 25  | 18  | 15  | 12  | 10  | 8   | 6   | 4   | 2   | 1    |

- Fuente:hitechgp[8]

### Campeonato de Pilotos
| Pos.                                         | Piloto              | SEP1 | SEP1 | SEP1 | DUB | DUB | DUB | ABU | ABU | ABU | SEP2 | SEP2 | SEP2 | CHA | CHA | CHA | Puntos |
| -------------------------------------------- | ------------------- | ---- | ---- | ---- | --- | --- | --- | --- | --- | --- | ---- | ---- | ---- | --- | --- | --- | ------ |
| 1                                            | Joey Alders         | 1    | 1    | 3    | 2   | 1   | 3   | 5   | 1   | 6   | 2    | 8    | 2    | 1   | 3   | 7   | 266    |
| 2                                            | Jack Doohan         | 2    | 8    | 1    | 1   | 3   | 11  | 3   | Ret | 2   | 1    | 1    | 1    | 8   | 13† | 2   | 229    |
| 3                                            | Nikita Mazepin      | 4    | 2    | 5    | 4   | 4   | 6   | 2   | 6   | 3   | 5    | 2    | 4    | 5   | 8   | 8   | 186    |
| 4                                            | Jamie Chadwick      | 7    | 10   | 8    | 6   | 11  | 8   | 9   | 8   | 9   | 3    | 4    | 6    | 2   | 2   | 3   | 139    |
| 5                                            | Pietro Fittipaldi   | 14   | 12   | 11   | 7   | 13  | 7   | 4   | 5   | 5   | 4    | 5    | 5    | 3   | 4   | 10  | 119    |
| 6                                            | Yu Kanamaru         | 6    | 5    | Ret  | 9   | 10  | 1   | Ret | 11  | Ret | 6    | 6    | 3    | 10  | 6   | 5   | 104    |
| 7                                            | Devlin DeFrancesco  | 3    | 9    | 2    | 5   | 6   | 5   | 6   | 3   | 7   |      |      |      |     |     |     | 101    |
| 8                                            | Sebastián Fernández |      |      |      | 3   | 2   | 4   | 7   | 4   | 1   |      |      |      |     |     |     | 96     |
| 9                                            | James Yu            | 9    | 6    | 4    | 15  | 8   | 16  | 11  | 7   | 11  | 8    | 7    | 8    | 9   | 7   | 9   | 70     |
| 10                                           | Tommy Smith         | 10   | 11   | 10   | 8   | 12  | 13  | 12  | Ret | 8   | 7    | 11†  | 7    | 6   | 9   | 6   | 48     |
| 11                                           | Mikhael Belov       |      |      |      |     |     |     |     |     |     |      |      |      | 4   | 5   | 4   | 39     |
| 12                                           | Daniel Cao          | 5    | 3    | 7    |     |     |     |     |     |     |      |      |      |     |     |     | 31     |
| 13                                           | Tatiana Calderón    | Ret  | 4    | 9    | 11  | 9   | 9   | 8   | Ret | 10  |      |      |      |     |     |     | 31     |
| 14                                           | Jake Hughes         | Ret  | 7    | 6    | 12  | 5   | Ret |     |     |     |      |      |      |     |     |     | 24     |
| 15                                           | Alessio Deledda     | 11   | 13   | 12   | 13  | Ret | 12  | 10  | 9   | 12  | Ret  | 9    | 10   | 7   | 10  | 13† | 21     |
| 16                                           | Miki Koyama         |      |      |      |     |     |     |     |     |     | 10   | 10†  | 9    |     |     |     | 6      |
| 17                                           | Thomas Luedi        | 12   | DNS  | 13   | Ret | 15  | 14  | Ret | 12  | 14  | 11   | Ret  | 11   | 11  | 11  | 11  | 3      |
| 18                                           | Khaled Al Qubaisi   |      |      |      |     |     |     | 13  | 10  | 13  |      |      |      |     |     |     | 2      |
| 19                                           | Paul Wong           | 13   | 14   | 14   | 14  | 14  | 15  | 14  | 13  | 15  |      |      |      | 12  | 12  | 12  | 0      |
| NC                                           | Alister Yoong       |      |      |      |     |     |     |     |     |     | Ret  | DNS  | DNS  | Ret | DNS | DNS | 0      |
| NC                                           | Dominic Ang         |      |      |      |     |     |     |     |     |     | Ret  | DNS  | DNS  | Ret | DNS | DNS | 0      |
| NC                                           | Najiy Razak         |      |      |      |     |     |     |     |     |     | Ret  | DNS  | DNS  |     |     |     | 0      |
| NC                                           | Gilbert Ang         |      |      |      |     |     |     |     |     |     | Ret  | DNS  | DNS  |     |     |     | 0      |
| NC                                           | Leonard Hoogenboom  |      |      |      |     |     |     |     |     |     |      |      |      | Ret | DNS | DNS | 0      |
| Pilotos invitados que no pueden sumar puntos |                     |      |      |      |     |     |     |     |     |     |      |      |      |     |     |     |        |
| NC                                           | Ukyo Sasahara       | 8    | 15†  | 15†  | 16† | Ret | 2   | 1   | 2   | 4   | 9†   | 3    | 12†  | 13  | 1   | 1   | 0      |
| NC                                           | Amaury Cordeel      |      |      |      | 10  | 7   | 10  |     |     |     |      |      |      |     |     |     | 0      |
| Pos.                                         | Piloto              | SEP1 | SEP1 | SEP1 | DUB | DUB | DUB | ABU | ABU | ABU | SEP2 | SEP2 | SEP2 | CHA | CHA | CHA | Puntos |

| Color     | Resultado                                                               |
| --------- | ----------------------------------------------------------------------- |
| Oro       | Ganador                                                                 |
| Plata     | 2.ª plaza                                                               |
| Bronce    | 3.ª plaza                                                               |
| Verde     | Finalizó en los puntos                                                  |
| Azul      | Finalizó sin puntos                                                     |
| Azul      | NC - No clasificado                                                     |
| Violeta   | Ret - No terminó (Carrera)                                              |
| Rojo      | DNQ - No se clasificó                                                   |
| Negro     | DSQ - Descalificado                                                     |
| Blanco    | DNS - No empezó (carrera)                                               |
| Blanco    | WD - Retirado (fin de semana)                                           |
| Blanco    | C - Carrera cancelada                                                   |
| Sin color | DNP - Inscrito pero no participó                                        |
| Sin color | INJ - Lesionado                                                         |
| Sin color | EX - Excluido                                                           |
| Estado    | Resultado                                                               |
| Negrita   | Pole position                                                           |
| Cursiva   | Vuelta rápida                                                           |
| †         | Abandona, pero clasifica al completar el porcentaje requerido para ello |

- Fuente:f3asia[2][9]

### Copa Máster
| Pos. | Piloto            | SEP1 | SEP1 | SEP1 | DUB | DUB | DUB | ABU | ABU | ABU | SEP2 | SEP2 | SEP2 | CHA | CHA | CHA | Puntos |
| ---- | ----------------- | ---- | ---- | ---- | --- | --- | --- | --- | --- | --- | ---- | ---- | ---- | --- | --- | --- | ------ |
| 1    | Thomas Luedi      | 12   | DNS  | 13   | Ret | 15  | 14  | Ret | 12  | 14  | 11   | Ret  | 11   | 11  | 11  | 11  | 254    |
| 2    | Paul Wong         | 13   | 14   | 14   | 14  | 14  | 15  | 14  | 13  | 15  |      |      |      | 12  | 12  | 12  | 231    |
| 3    | Khaled Al Qubaisi |      |      |      |     |     |     | 13  | 10  | 13  |      |      |      |     |     |     | 75     |
| Pos. | Piloto            | SEP1 | SEP1 | SEP1 | DUB | DUB | DUB | ABU | ABU | ABU | SEP2 | SEP2 | SEP2 | CHA | CHA | CHA | Puntos |

- Fuente:f3asia[2][9]

### Campeonato de Equipos
| Pos. | Equipo                | Puntos |
| ---- | --------------------- | ------ |
| 1    | BlackArts Racing Team | 386    |
| 2    | Pinnacle Motorsport   | 257    |
| 3    | Absolute Racing       | 295    |
| 4    | Hitech Grand Prix     | 229    |
| 5    | Zen Motorsport        | 70     |
| 6    | Seven GP              | 31     |
| 7    | Abu Dhabi Racing UAE  | 2      |
| 8    | MP Motorsport         | 0      |

- Fuente:f3asia[2][9]